# Jan Jerzy Kos
Jan Jerzy Kos herbu własnego – kasztelan inowłodzki w latach 1752–1756, podkomorzy chełmiński w latach 1725–1752, chorąży chełmiński w latach 1710–1725.
Jako poseł na sejm konwokacyjny 1733 roku z województwa chełmińskiego był członkiem konfederacji generalnej zawiązanej 27 kwietnia 1733 roku na tym sejmie. Poseł województwa chełmińskiego na sejm pacyfikacyjny 1735 roku.